# Син ренегата
«Син ренегата» (Son of the Renegade) — американський чорно-білий вестерн режисера Реґа Брауна 1953 року.
Гасло фільму: «None dared face his smoldering guns… his blazing anger!» («Ніхто не насмілиться зустрітися з його димлячою зброєю… його палаючим гнівом!»).
Зйомки відбувались в Лос-Анджелесі, штат Каліфорнія.

## Акторський склад
- Джон Карпентер — Джонні Червона Ріка
- Лорі Ірвінґ — Лорі Мастерс
- Джоан МакКеллен — Дасті (в титрах Веллі)
- Веллі Кін — Веллі (в титрах Дасті)
- Джек Інґрем — Джек Три Пальці
- Верн Тетерс — Шериф Бет Мастерс
- Білл Кунтц — Кунтц
- Тед Смайл — Черокі
- Білл Чейні — Біллі
- Рой Кенеда — Кенеда
- Вайті Г'юз — Довговолосий малюк
- Ленні Сміт — Помічник шерифа
- Юінґ Майлз Браун (в титрах — Юінґ Браун) — Дикий Білл Хікок
- Фред Карсон (в титрах — Фредді Карсон) — Великий Фред
- Персі Леннон — Австралійський малюк
- Джек Вілсон — Техаський малюк
- Пет МакҐіган — Оповідач
- Чарльз Ірвін
- Генрі Віллс — Депутат
- Френк Елліс (в титрах не зазначений) — Сержант Майстер битки
- Чарльз Кінґ (в титрах не зазначений) — Злочинець в пролозі, хроніка